# Myrcia curassavica
Myrcia curassavica là một loài thực vật có hoa trong Họ Đào kim nương. Loài này được (Amshoff) Stoffers mô tả khoa học đầu tiên năm 1981.